# خلف الجدار
خلف الجدار (بالإنجليزية: Beyond the Wall)‏ هي الحلقة السادسة من الموسم السابع من المسلسل الفانتازي صراع العروش، والمُقتبس من سلسلة روايات أغنية الجليد والنار للمؤلف جورج ر. ر. مارتن، وهي الحلقة رقم 66 من المسلسل ككل. عُرضت الحلقة لأول مرة في 20 أغسطس 2017، على شبكة إتش بي أو المُنتجة للمسلسل، وكانت من كتابة ديفيد بينيوف، ودي. بي. وايس، ومن إخراج آلان تايلور.

## ملخص الحلقة
في وينترفيل، يستَمر (ليتل فينغر) في ألاعيبه لتخريب علاقة الأختين ستارك، حيث تتصاعد التوترات بينهما خاصّة بعد أن تكشف (آريا) لأختها الرسالة التي حصلت عليها. لاحقاً تدخل (سانزا) لحجرة شقيقتها بحثاً عن الرسالة لتعثر على حقيبة الوجوه التي أخذتها معها من برافوس. وتأتي رسالة دعوةٍ من العاصمة حيث تأمر (سانزا) (بريان) بالذهاب وقبول الدعوة. وراء الجدار، يقود (جون) مجموعته الصغير للحصول على أحد الموتى. وبعد نجاحهم بإمساك أحدهم، يُحاصرون بالكمل من بقية جيش الأموات. يأمر (جون) (جندري) بالعودة للقلعة الشرقية وإرسال رسالة لـِ (دنيرس) طلباً لمساعدتها. وقبل أن تُقتلَ مجموعة (جون) تصل (دنيرس) مع تنانينها الثلاث وتبدأ بحرق الأموات. وفي محاولة لقتلها، يحمل ملك الليل رمحاً ويصوّبه نحو أحد التنانين ويقتله من فوره، فتطير (دنيرس) مع بقية الأشخاص تاركةً ورائها (جون) الذي يغرق في البحيرة. يستطيع (جون) النجاة بمساعدة عمّه (بنجن ستارك) الذي يُضحّي بنفسه ويُعيده للقلعة الشرقية، حيث يجتمع ثانية بـ (دنيرس) التي تعده بالمحاربة معه ضد الموتى وهو بددوره يعتبرها ملكةً له. وفي النهاية يظهر ملك الليل بأنّه قد حوّل التنّين الميت وجعله جزءاً من جيشه.

## الإنتاج
سيناريو الحلقة كان من كتابة ديفيد بينيوف، ودي. بي. وايس، وأُختير آلان تايلور لإخراجها. كان جوناثان فريمان ‏ مديرًا لتصوير الحلقة، وتيم بورتر محررًا لها، أما موسيقى الحلقة التصويرية فكانت من تلحين رامين جوادي.

## نسب المشاهدة
| الموسم | الموسم | رقم الحلقة | رقم الحلقة | رقم الحلقة | رقم الحلقة | رقم الحلقة | رقم الحلقة | رقم الحلقة | رقم الحلقة | رقم الحلقة | رقم الحلقة | المتوسط |
| الموسم | الموسم | 1          | 2          | 3          | 4          | 5          | 6          | 7          | 8          | 9          | 10         | المتوسط |
| ------ | ------ | ---------- | ---------- | ---------- | ---------- | ---------- | ---------- | ---------- | ---------- | ---------- | ---------- | ------- |
|        | 1      | 2.22       | 2.20       | 2.44       | 2.45       | 2.58       | 2.44       | 2.40       | 2.72       | 2.66       | 3.04       | 2.52    |
|        | 2      | 3.86       | 3.76       | 3.77       | 3.65       | 3.90       | 3.88       | 3.69       | 3.86       | 3.38       | 4.20       | 3.80    |
|        | 3      | 4.37       | 4.27       | 4.72       | 4.87       | 5.35       | 5.50       | 4.84       | 5.13       | 5.22       | 5.39       | 4.97    |
|        | 4      | 6.64       | 6.31       | 6.59       | 6.95       | 7.16       | 6.40       | 7.20       | 7.17       | 6.95       | 7.09       | 6.84    |
|        | 5      | 8.00       | 6.81       | 6.71       | 6.82       | 6.56       | 6.24       | 5.40       | 7.01       | 7.14       | 8.11       | 6.88    |
|        | 6      | 7.94       | 7.29       | 7.28       | 7.82       | 7.89       | 6.71       | 7.80       | 7.60       | 7.66       | 8.89       | 7.69    |
|        | 7      | 10.11      | 9.27       | 9.25       | 10.17      | 10.72      | 10.24      | 12.07      | غ/م        | غ/م        | غ/م        | 10.26   |
|        | 8      | 11.76      | 10.29      | 12.02      | 11.80      | 12.48      | 13.61      | غ/م        | غ/م        | غ/م        | غ/م        | 11.99   |

## وصلات خارجية
- خلف الجدار على موقع IMDb (الإنجليزية)
- خلف الجدار على موقع ميتاكريتيك (الإنجليزية)
- خلف الجدار على موقع أول موفي (الإنجليزية)